# Feuerwehr in Japan

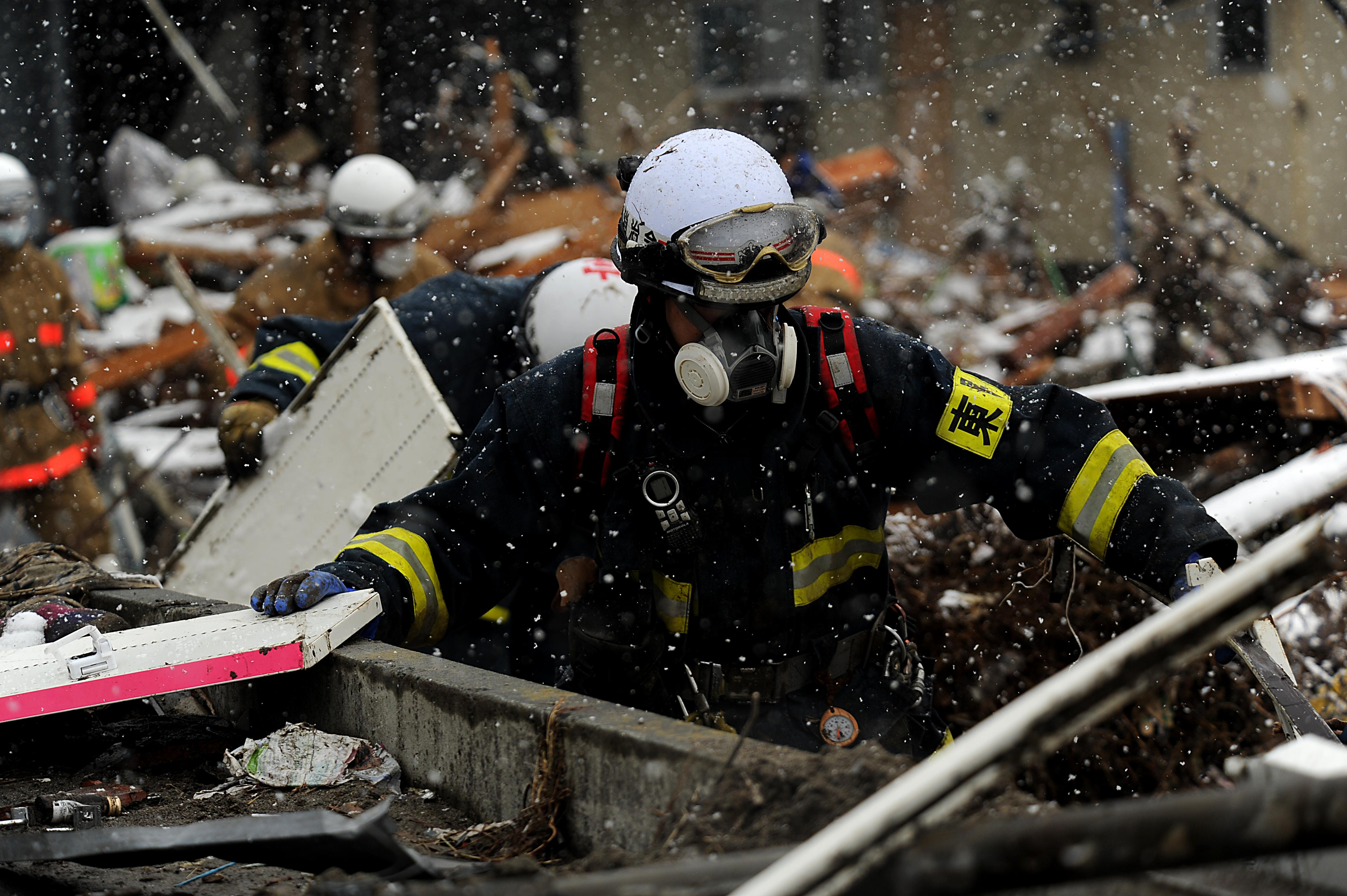
Feuerwehreinsatz nach Erdbeben im März 2011

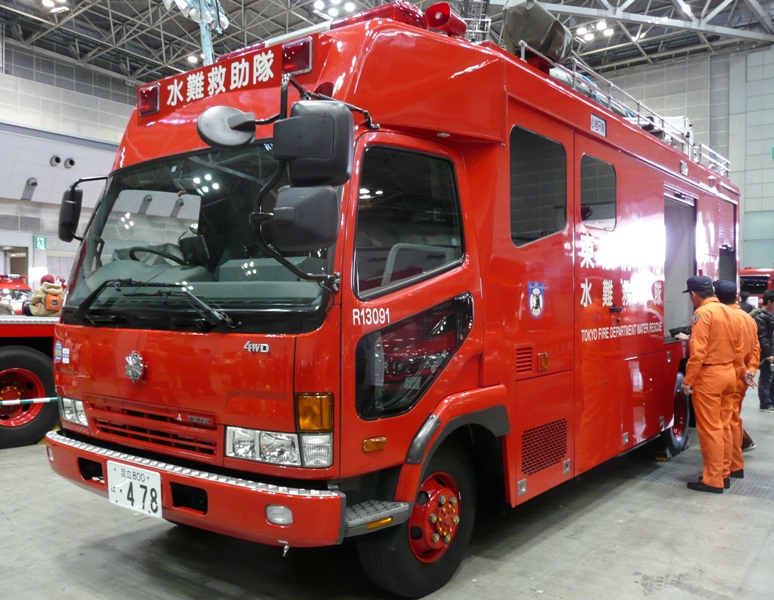
Feuerwehrfahrzeug der Feuerwehr Tokio

Die Feuerwehr in Japan gehört zu den ersten und größten Feuerwehren in Asien. Die Feuerwehr ist neben Bränden auch bei Erdbeben und anderen Naturkatastrophen gefordert.

## Statistiken
Im Jahr 2021 standen den 165.928 Berufsfeuerwehrleuten und 783.578 freiwilligen Feuerwehrleuten 21.366 Löschfahrzeuge und 1.102 Drehleitern bzw. Teleskopmasten für Feuerwehreinsätze zur Verfügung. Im selben Jahr wurden 1.417 Tote bei Bränden von den Feuerwehren geborgen und 5.433 Verletzte gerettet, zwei Feuerwehrleute kamen im Dienst zu Tode und 1.460 wurden verletzt.

## Geschichte
Leichte Holzbauweise, offene Herdfeuer, ein auf der Pazifikseite sehr trockener Winter, gelegentlich auch Erdbeben, führten ständig zu Bränden, die vor allem in den drei großen Städten Edo (Tokio), Ōsaka und Kyōto verheerende Folgen hatten. Als mit Beginn der Edo-Zeit Anfang des 17. Jahrhunderts die politische Stabilität wieder hergestellt wurde und in diesem Zusammenhang die großen Städte wuchsen, begann man, sich um den Brandschutz zu kümmern.

## Außergewöhnliche Brandereignisse
Für ausgewählte Brände in der Edo-Zeit, siehe Japanische Feuerwehr der Edo-Zeit#Große Stadtbrände.
Während des Zweiten Weltkrieges kam es bei Luftangriffen auf Japan zu mehreren Großbränden, beispielsweise in Kōbe, Nagoya, Osaka und Tokio. Ein Feuersturm entstand auch bei dem Atombombenabwurf auf Hiroshima, in Nagasaki führte die Atombombe auch zu Bränden, jedoch zu keinem Feuersturm.
Brandanschläge wie auf eine Videothek in Osaka oder auf Kyōto Animation wurden auch im Westen rezipiert.
Bei großen Erdbeben wie in der Kantō-Ebene von 1923, dem in Kōbe von 1995 oder auf der Noto-Halbinsel 2024 kam es zu erheblichen Brandaufkommen.
Bei einem Hochhausbrand in Osaka kam es am 17. Dezember 2021 zu Todesopfern. Der Brand ereignete sich am Vormittag im vierten Stock eines achtstöckigen Hochhauses im Stadtviertel Sonezaki Shinchi im Stadtbezirk Kita-ku im Zentrum der japanischen Millionen-Metropole Osaka.
Eine Brandmeldung ging gegen 10:20 Uhr bei der städtischen Feuerwehr ein. Ein Großteil des Brandes konnte nach offiziellen Angaben innerhalb von 30 Minuten gelöscht werden. Insgesamt waren mehr als 70 Löschfahrzeuge im Einsatz.
Bei 27 Menschen wurde zunächst ein „Herz- und Atemstillstand“ diagnostiziert, darunter 17 Männer und 10 Frauen. Drei Männer konnten jedoch reanimiert werden, sodass die Opferzahl bei 24 Menschen lag. Eine Frau wurde mit leichten Verletzungen aus dem sechsten Stock gerettet.
In Folge der Flugzeugkollision von Tokio-Haneda am 2. Januar 2024 kam es zu einem Flugzeugbrand.

## Feuerwehrverband
Der nationale Feuerwehrverband repräsentiert die japanischen Feuerwehren mit ihren nahezu eine Million Feuerwehrangehörigen im Weltfeuerwehrverband CTIF (Comité technique international de prévention et d’extinction du feu).

## Feuerwehrmuseen
Siehe Feuerwehrmuseum Tokio.
Die Feuerwehr Tokyo unterhält Life Safety Learning Centers (防災館) in Ikebukuro, Tachikawa und Sumida.
In Museen mit dem Schwerpunkt auf konkrete Großschadenslagen wie dem Great Kanto Earthquake and Tokyo grate Air Raid Memorial Museum (東京都復興記念館) beschäftigen sich auch mit den Schäden durch Bränden als Begleiterscheinung von Erdbeben.

## Mediale Rezeption
Das Feuerwehr-Magazin berichtete auf Initiative von TV Asahi in Ausgaben Nr. 2 und 3 des Jahres 2016 über Feuerwehren in Japan anhand von einer Feuerwehr in Chiba und dem Hersteller Morita.
Die Mangareihe und Animeserie Me-gumi no Daigo und deren Fortsetzung Me-gumi no Daigo Kyūkoku no Orange handelt von Berufsfeuerwehrmännern. Ein weiteres Manga-Anime-Paar ist Fire Force.
Die japanische 9-teilige Dramaserie RESCUE〜特別高度救助隊 über eine Höhenrettungsgruppe in Yokohama wurde 2009 von TBSテレビ ausgestrahlt.
Der englischsprachige Fernsehsender NHK World-Japan widmet der Feuerwehr in Japan einige Sendungen.